# Бартишвили, Андрия
Андрия Бартишвили (груз. ანდრია ბართიშვილი; 30 марта 2009) — грузинский футболист, полузащитник клуба «Колхети-1913».

## Клубная карьера
Воспитанник футбольной академии клуба «Динамо» (Тбилиси). 1 января 2025 года перешёл в «Колхети-1913» на правах свободного агента. 1 апреля 2025 года дебютировал в основном составе «Колхети-1913», выйдя на замену в матче Эровнули-лиги против клуба «Самгурали».

## Карьера в сборной
Выступал за сборные Грузии до 16 и до 17 лет.